# Curriculum conatif
La notion d'approche conative, et le concept de curriculum conatif constitue un cadre d'analyse en sciences de l'intervention formalisé au début des années 1990 par un auteur du nom de Gilles Bui-Xuân, et développé par ses continuateurs. Cette approche qui conceptualise cinq étapes dans l'apprentissage est devenue un classique des analyses en EPS et dans le domaine des STAPS.

## Origine et présentation
Le curriculum renvoie au latin « déroulement de la vie ». La conation est un champ de recherche qui tente d'expliquer ce qui pousse à agir, dans des domaines aussi variés que le marketing, la linguistique, la psychologie et plus généralement en éducation.
Gilles Bui-Xuân, enseignant-chercheur à Montpellier, est à l'origine de cette réflexion dans un texte intitulé "Une modélisation du procès pédagogique" publié dans un livre aux Editions AFRAPS en théorisant notamment les étapes immuables que traverse le pratiquant dans toute activité au travers de ce qu'il a appelé le curriculum conatif. À chaque étape ses préoccupations prévalentes, ses "engagements soumis à un certain type de préoccupations", traduites ici sous la forme d'un questionnement élémentaire :
- Étape 1, émotionnelle : Que faut-il faire ? La mobilisation du sujet est saturée en structure, en faisant appel presque exclusivement aux capacités physiques.
- Étape 2, fonctionnelle : Comment ça marche ?  Le sujet s'engage dans un processus qui mêle questionnement, hypothèses, essais et conclusions provisoires en contexte. Cette démarche hypothético-déductive peut être qualifiée de tâtonnante. C'est en mobilisant sa fonctionnalité que s'opérera la maturation de cette étape.
- Étape 3, technique : Comment font ceux qui sont efficaces ? Que savent les experts ?  La conquête de l’efficacité s'appuie sur des savoir-faire, et des savoirs sur le faire (critères de réalisation).
- Étape 4, contextuelle (technico-fonctionnelle, complexe, conceptuelle): Comment font ceux qui réussissent mieux que moi ? Comment être plus efficient ?  La contextualisation fonctionnelle des techniques intégrées dans un cadre plus global (collectif ou non) répond aux exigences d’une situation complexe. Cette étape est révélatrice de la compétence du sujet globalement mobilisé.
- Étape 5, expertise : Comment faire alors que rien d'existant ne fonctionne ? "C’est une rupture de style et une innovation dans son registre de compétence, mobilisant de façon optimale toutes les composantes de la personne."[3]

## Dans le champ de l'EPS
Ce modèle d’analyse, initialement construit à partir d’observations sur des pratiquants en judo, a ensuite fait l’objet d’extensions qui ont permis d’en démontrer la validité dans d’autres activités physiques, sportives et artistiques (Dubrulle, thèse, 2016, en équitation ; Dieu, thèse, 2012, en badminton ; Verschave, thèse, 2012, en sports collectifs; Mikulovic, HDR, 2006, en rugby; etc.)

## Autres prolongements et théorisations universitaires
Au-delà, de l'EPS, le curriculum conatif a fait l'objet de travaux de recherche dans des domaines variés tels que la formation des enseignants (Vanlerberghe, thèse, 2007), la violence scolaire (Joing, thèse, 2011), l’intégration des femmes issues de l’immigration maghrébine (Kmailia, thèse, 2011), l'évolution des associations (Lorgnier, thèse, 2008), l’intégration des personnes handicapés et chômeurs de longue durée (Mikulovic, thèse, 1999), l'éducation à la santé santé au collège (Duchateau, thèse, 2006), l'éducation à la santé à l’école primaire (Pierru, thèse, 2014), Les médiateurs de l'intégration : étude réalisée auprès de vingt sujets déficients intellectuels âgés de douze à dix-huit ans mis en situation d'intégration dans les clubs sportifs ordinaires (Slosse, thèse, 2007), etc.
Le MAPE (modèle d'analyse du parcours d'expérience) précise chacune des prévalences fonctionnelle,  technique, contextuelle et d'innovation, en les redéfinissant comme des processus dynamiques, à comprendre comme des boucles perpétuelles qui explicitent non ce qui est, mais ce qui se transforme. Cette analyse précise ce que Bui-Xuan nomme "maturation des étapes". Chaque processus engage, dans la perspective du MAPE, trois conduites d'adaptation caractéristiques, indissociables. Celles-ci permettent entre autres d'offrir aux chercheurs des indicateurs d'étapes, ou aux enseignants un cadre d'analyse de l'activité des élèves en lien avec les ressources à l’œuvre. L'expérience dite "des capsules" a pu démontrer les processus en jeu dans le curriculum conatif à différentes étapes de l'expérience. 

## Mises en œuvre en éducation
- Le groupe AEEPS (association des enseignants d'EPS) s'est inspiré des travaux de Gilles Bui-Xuân[20],[21]
- Un groupe de praticiens et de chercheurs se fédèrent actuellement pour explorer cette théorie, notamment en développant un modèle fractal du curriculum conatif[22], en EPS et dans d'autres disciplines[23], dans le primaire et dans le secondaire.  La pédagogie conative poursuit ses investigations sur le terrain, en structurant un enseignement à la fois différencié (reposant sur des conations individuelles, visant la mobilisation de chacun en fonction de ses ressources et de son expérience) et collectif (reposant sur la socio-conation, visant à croiser les significations hétéroclites). La pratique culturelle fédératrice[24] joue alors le rôle de matrice, en mobilisant l'ensemble des conations possibles dans un groupe. Des tâches d'apprentissage ciblées permettent de proposer aux élèves des tâches adaptées (consonantes avec leurs conations).